# بروس رایترمن
بروس رایترمن (انگلیسی: Bruce Reitherman؛ زادهٔ ۱۵ سپتامبر ۱۹۵۵) صداپیشه، کارگردان فیلم و هنرپیشه اهل ایالات متحده آمریکا است. وی بین سال‌های ۱۹۶۶ تا ۲۰۰۹ میلادی فعالیت می‌کرد.
او فرزندِ انیماتورِ برجستهٔ آلمانی-آمریکایی «ولفگانگ رایترمن» است.
از فیلم‌ها یا مجموعه‌های تلویزیونی که وی در آن‌ها نقش داشته است، می‌توان به کتاب جنگل اشاره نمود.